# Englisch-Schottischer Krieg (1650–1652)
Der Englisch-Schottische Krieg von 1650 bis 1652 war ein militärischer Konflikt zwischen dem Commonwealth of England und dem Königreich Schottland, der im Zuge der politischen und religiösen Spannungen nach den Englischen Bürgerkriegen ausbrach. Der Krieg war geprägt von der schottischen Unterstützung für Karl II., dem Sohn des hingerichteten Königs Karl I., den die Schotten nach der Hinrichtung seines Vaters 1649 als ihren König anerkannten. Dies führte zu einem direkten Konflikt mit der englischen Regierung unter Oliver Cromwell, die die Monarchie abgeschafft und die Republik ausgerufen hatte. Die Auseinandersetzung begann mit der Invasion Schottlands durch eine englische Armee unter Cromwells Kommando im Juli 1650. Wichtige Schlachten waren die englischen Siege bei Dunbar (1650) und Worcester (1651), die den Widerstand der schottischen Streitkräfte effektiv brachen. Der Krieg endete mit der Eingliederung Schottlands in das Commonwealth of England und der Errichtung einer englischen Militärverwaltung in Schottland. Der Konflikt hatte weitreichende Folgen für die politische und religiöse Landschaft Großbritanniens, insbesondere durch die vorübergehende Abschaffung der schottischen Souveränität und die Unterdrückung der royalistischen und presbyterianischen Bewegungen.

## Hintergrund

### Bischofskriege und Bürgerkriege
Im Jahr 1639 und erneut 1640 befand sich Karl I., König in Personalunion von Schottland und England, im Krieg mit den Covenanters, einer schottischen religiösen und politischen Bewegung, die eine presbyterianische Kirche in Schottland und die Vorrangstellung ihrer Führer in religiösen Angelegenheiten unterstützte. Karl I. war mit diesen Bemühungen nicht erfolgreich, so dass die darauf folgende Einigung die Macht der Covenanters über die schottische Regierung festigte. Alle Beamten, Parlamentarier und Geistlichen wurden zur Unterzeichnung des National Covenant verpflichtet und das schottische Parlament erhielt die Befugnis, alle Berater des Königs in Schottland zu bestätigen. Nach Jahren zunehmender Spannungen zerbrach das Verhältnis zwischen Karl I. und seinem englischen Parlament, was 1642 zum Ausbruch des Ersten Englischen Bürgerkriegs führte.
In England standen die Anhänger Karls I., die Royalisten (Cavaliers), den vereinten Kräften der Parlamentarier (Roundheads) und der Schotten gegenüber. 1643 schlossen Roundheads und Schotten ein Bündnis, das durch den Vertrag (Solemn League and Covenant) zwischen den schottischen Covenanters und den Führern der englischen Parlamentarier besiegelt wurde. Darin erklärte sich das englische Parlament bereit, die englische Kirche nach dem Vorbild der schottischen Kirk zu reformieren, als Gegenleistung für die militärische Unterstützung durch die Schotten. Nach vier Jahren Krieg wurden die Royalisten besiegt, und Karl I. ergab sich am 5. Mai 1646 den Schotten bei Newark-on-Trent.
Die Schotten einigten sich mit dem englischen Parlament auf einen Friedensvertrag (Newcastle Propositions), der dem König vorgelegt werden sollte. Dieser hätte alle Untertanen des Königs in Schottland, England und Irland verpflichtet, den Solemn League and Covenant act zu unterzeichnen, die Kirche in jedem Königreich mit dem Covenant und dem Presbyterianismus in Einklang zu bringen und einen Großteil der weltlichen Macht Karls I. als König von England an das englische Parlament abzutreten. Die Schotten versuchten mehrere Monate lang, Karl I. davon zu überzeugen, diesen Bedingungen zuzustimmen, doch er lehnte dies ab. Die schottische Armee war nach dem Krieg in England geblieben, bis die vom Parlament versprochenen hohen Subventionen gezahlt worden waren. Es kam zu einer finanziellen Einigung, die Schotten übergaben Karl I. an die englischen Parlamentsstreitkräfte und verließen England am 3. Februar 1647.
Karl I. führte nun separate Verhandlungen mit verschiedenen Fraktionen. Die presbyterianischen englischen Parlamentarier und die Schotten verlangten von ihm, eine modifizierte Version der Newcastle Propositions zu akzeptieren. Im Juni 1647 wurde der König von George Joyce Offizier der New Model Army gefangen genommen. Die Armee drängte ihn dazu, die Heads of Proposals zu akzeptieren, eine weniger strenge Reihe von Bedingungen, die vor allem keine presbyterianische Reformation der Kirche vorsahen. Er lehnte auch diese ab und unterzeichnete stattdessen am 26. Dezember 1647 ein Angebot, der Engagers einer Splittergruppe der schottischen Covenanters. Karl I. erklärte sich bereit, den Solemn League and Covenant act durch ein Gesetz des Parlaments in beiden Königreichen zu bestätigen und den Presbyterianismus in England zu akzeptieren, jedoch nur für eine Probezeit von drei Jahren, als Gegenleistung für die Unterstützung der Schotten bei der Rückeroberung seines Throns in England.
Als die Engagers nach Edinburgh zurückkehrten, waren die Schotten geteilter Meinung darüber, ob sie die Bedingungen ratifizieren sollten. Die Befürworter argumentierten, dass dies die beste Chance für die Schotten sei, die Zustimmung zum Covenant in den drei Königreichen zu erreichen, und dass eine Ablehnung das Risiko berge, das Karl I. gezwungen wäre die Heads of Proposals zu akzeptieren. Gegner waren der Meinung, dass die Entsendung einer Armee nach England im Namen des Königs einen Bruch des Solemn League and Covenant bedeuten würde und dass es keine Garantie für eine dauerhafte presbyterianische Kirche in England gäbe; die Kirk ging sogar so weit, am 5. Mai 1648 eine Erklärung zu veröffentlichen, in der sie die Vereinbarung als Verstoß gegen Gottes Gesetz verurteilte. Nach einem langwierigen politischen Kampf errangen die Engager die Mehrheit im schottischen Parlament, zu diesem Zeitpunkt war in England erneut Krieg zwischen Royalisten und Parlamentariern ausgebrochen. Die Schotten entsandten im Juli eine Armee unter dem Kommando des Herzogs von Hamilton nach England, um für den König zu kämpfen, doch sie wurde im August 1648 bei Preston und dann bei Winwick von einer Streitmacht unter der Führung von Oliver Cromwell entscheidend geschlagen. Die Niederlage der Engager führte zu weiteren politischen Unruhen in Schottland, so dass die oppositionelle Fraktion mit der Unterstützung von Cromwell die Kontrolle über die Regierung erlangen konnte.

### Thronbesteigung Karls II.
Verärgert über die Doppelzüngigkeit Karls I. und die Weigerung des englischen Parlaments, die Verhandlungen mit ihm einzustellen und die Forderungen der New Model Army zu akzeptieren, ließ Cromwell das Parlament von den presbyterianischen Abgeordneten säubern. Das nun anschließende Rumpfparlament ließ Karl I. wegen Verrats am englischen Volk anklagen. Er wurde für schuldig befunden und am 30. Januar 1649 hingerichtet. Am 19. Mai wurde das Land mit der Gründung des Commonwealth of England zu einer Republik. Das schottische Parlament, das vor der Hinrichtung des Königs nicht konsultiert worden war, erklärte seinen Sohn Karl II. zum König. Vor der Erlaubnis seiner Rückkehr aus dem Exil in den Niederlanden, wurde von ihm die Unterzeichnung zweier Verträge verlangt: der Anerkennung der Autorität der Kirk in religiösen Angelegenheiten und der des Parlaments in zivilen Angelegenheiten. Karl II. zögerte zunächst, diese Bedingungen zu akzeptieren, doch nachdem Cromwells Feldzug in Irland seine royalistischen Anhänger dort zerschlagen hatte, sah er sich gezwungen, die schottischen Bedingungen zu akzeptieren, und unterzeichnete am 1. Mai 1650 den Vertrag von Breda. Karl II. segelte nach Schottland, wo er am 23. Juni landete.

## Englische Invasion
Die Führer des englischen Commonwealth fühlten sich durch die Neuaufstellung einer schottischen Armee bedroht. Sie drängten Thomas Fairfax, den Oberbefehlshaber der New Model Army, zu einem Präventivschlag. Fairfax nahm den Auftrag an, die Armee nach Norden zu führen, um sich gegen eine mögliche schottische Invasion zu verteidigen, war jedoch nicht bereit, den ersten Schlag gegen seine ehemaligen Verbündeten zu führen, da er der Meinung war, dass England und Schottland noch immer durch den Solemn League and Covenant verbunden waren. Als am 20. Juni 1650 der formelle Befehl zum Angriff erteilt wurde, legte Fairfax sein Amt nieder. Ein parlamentarischer Ausschuss, dem auch sein enger Freund Cromwell angehörte, versuchte ihn davon abzubringen und bat ihn eine ganze Nacht lang, seine Meinung zu ändern, aber Fairfax blieb entschlossen und zog sich aus dem öffentlichen Leben zurück. Cromwell trat sein Amt als Lord General an und wurde Oberbefehlshaber der New Model Army. Er erhielt sein Kommando am 28. Juni und brach noch am selben Tag nach Schottland auf, wo er am 22. Juli mit 16.000 Mann den Tweed überquerte.
Nach der Unterzeichnung des Vertrags von Breda begann das schottische Parlament mit der Rekrutierung von Soldaten für eine neue Armee unter dem Kommando des erfahrenen Generals David Leslie. Geplant war eine Aufstockung der Streitkräfte auf über 36.000 Mann, die jedoch nicht erreicht wurde. Beim Einmarsch Cromwells in Schottland verfügte Leslie über weniger als 10.000 Infanteristen und 3.000 Kavalleristen; die Zahlen schwankten im Verlauf des Feldzugs. Die Regierung setzte eine Kommission ein, die alle verdächtigten Unterstützer des Angebots der Engagers sowie als sündig oder unerwünscht eingestufte Männer aus der Armee entfernte. Gegen diese Maßnahme legten ein Großteil des schottischen Adels und die meisten erfahrenen Militärführer, darunter Leslie, vergeblich Widerspruch ein. Die Säuberung führte zur Entfernung zahlreicher erfahrener Soldaten und Offiziere, sodass die Armee überwiegend aus unerfahrenen Rekruten mit geringer Ausbildung bestand.
Leslie errichtete eine Verteidigungslinie aus Erdwerken zwischen Edinburgh und Leith und verfolgte zwischen dieser Linie und der englischen Grenze eine Politik der verbrannten Erde. Anschließend ließ er Cromwell ungehindert vorrücken. Der Mangel an Vorräten und die Feindseligkeit der lokalen Bevölkerung gegenüber den englischen Invasoren zwangen Cromwell, seine Truppen über den Seeweg zu versorgen, wozu er die Häfen von Dunbar und Musselburgh einnahm. Die Operationen wurden durch anhaltend schlechtes Wetter behindert. Diese widrigen Umstände führten zu Nahrungsmittelknappheit und vielen Krankheiten in der englischen Armee, wodurch deren Stärke erheblich geschwächt wurde.
Cromwell versuchte, die Schotten bei Edinburgh in einer Schlacht zu stellen. Am 29. Juli rückte er auf Leslies Linien vor, eroberte Arthur’s Seat und bombardierte Leith von den Salisbury Crags aus. Cromwell gelang es jedoch nicht, Leslie aus seiner Stellung zu locken, so dass sich die Engländer in ihr Lager bei Musselburgh zurückzogen, wo sie nachts von einer Gruppe schottischer Kavalleristen attackiert wurden. Cromwells Angriff fiel mit einem Besuch Karls II. bei der schottischen Armee zusammen, wo er herzlich empfangen wurde. Mitglieder der Covenanter-Regierung, die befürchteten, dass ihr gottesfürchtiger Krieg durch persönliche Loyalität gegenüber dem König korrumpiert werden könnte, ordneten  eine neue Säuberungsaktion an, die Anfang August rasch durchgeführt wurde und bei der 80 Offiziere und 4.000 von Leslies Männern entfernt wurden. Dies schadete der Moral und schwächte die Streitkräfte. Cromwell unternahm während des gesamten Monats August fortwährend den Versuch, die Schotten aus ihrer Verteidigungsstellung zu locken und sie in einer offenen Feldschlacht zu stellen. Leslie widersetzte sich diesem Vorhaben und ignorierte den Druck seitens der weltlichen und religiösen schottischen Machthaber, Cromwells geschwächte Armee anzugreifen. Er war der Ansicht, dass das anhaltend schlechte Wetter, die schwierige Versorgungslage der Engländer und die im englischen Lager ausgebrochenen Ruhr- und Fiebererkrankungen Cromwell zwingen würden, sich vor Einbruch des Winters nach England zurückzuziehen.
Am 31. August zog sich Cromwell zurück; die englische Armee erreichte Dunbar am 1. September, nachdem sie zwei Tage gebraucht hatte, um die 27 km von Musselburgh zurückzulegen, wobei sie Tag und Nacht von den verfolgenden Schotten bedrängt wurde. Die Straße war mit zurückgelassener Ausrüstung übersätund die Männer waren hungrig und demoralisiert.  Die schottische Armee umging die englische Armee und blockierte die Straße nach Berwick an dem leicht zu verteidigenden Hohlweg bei Cockburnspath. Ihre Hauptstreitmacht befand sich auf dem 177 Meter hohen Doon Hill, 3 km südlich von Dunbar, von wo aus sie die Stadt und die von der Stadt nach Südwesten verlaufende Küstenstraße überblicken konnte. Der Hügel war gegenüber direkten Angriffen sehr gut zu verteidigen. Die englische Armee hatte ihre Bewegungsfreiheit verloren, obwohl sie sich auf dem Seeweg versorgen und bei Bedarf auf demselben Weg evakuieren konnte. Am 2. September verschaffte sich Cromwell einen Überblick über die Lage und schrieb an den Gouverneur von Newcastle, um ihn vor einer möglichen schottischen Invasion zu warnen.

### Schlacht bei Dunbar
In der Überzeugung, dass sich die englische Armee in einer aussichtslosen Lage befand, zog Leslie seine Armee vom Hügel zurück und brachte sie in eine Position, um Dunbar anzugreifen. In der Nacht vom 2. auf den 3. September manövrierte Cromwell seine Armee so, dass er vor Tagesanbruch einen konzentrierten Angriff gegen den rechten Flügel der Schotten starten konnte. Vor Tagesanbruch am 3. September starteten die Engländer einen Überraschungsangriff auf die schlecht vorbereiteten Schotten. Die Kämpfe beschränkten sich auf die nordöstliche Flanke, wo die Hauptkontingente der englischen und schottischen Kavallerie ebenso wie die englische und schottische Infanterie ohne entscheidenden Erfolg kämpften. Aufgrund der Geländebeschaffenheit war Leslie nicht in der Lage, seine Truppen zu verstärken, während Cromwell seine letzte Reserve einsetzte, um die Schotten zu umgehen. Die schottische Kavallerie brach zusammen und floh; die schottische Infanterie führte einen taktischen Rückzug durch, erlitt jedoch schwere Verluste. Zwischen 300 und 500 Schotten wurden getötet, etwa 1.000 verwundet und mindestens 6.000 gefangen genommen.

### Schottischer Rückzug
Als die Nachricht von der Niederlage Edinburgh erreichte, flohen viele Menschen in Panik aus der Stadt, während Leslie versuchte, die Überreste seiner Armee zu sammeln und eine neue Verteidigungslinie an der strategisch wichtigen Engstelle von Stirling aufzubauen. Dort schlossen sich ihm der Großteil der Regierung, der Klerus und die Handelselite von Edinburgh an. Generalmajor John Lambert wurde entsandt, um Edinburgh einzunehmen. Gleichzeitig marschierte Cromwell zum Hafen von Leith, der viel bessere Möglichkeiten für die Anlandung von Vorräten und Verstärkungen bot als Dunbar. Ohne Möglichkeit sich zu verteidigen, wurden beide ohne große Schwierigkeiten erobert. Cromwell bemühte sich, die Bürger von Edinburgh davon zu überzeugen, dass sein Krieg nicht gegen sie gerichtet war. Er versprach ihnen, dass ihr Eigentum respektiert werden würde, und gestattete ihnen, sich frei zu bewegen, Märkte abzuhalten und ihre üblichen Gottesdienste zu besuchen.
Darüber hinaus unternahm er Schritte, um die Versorgung der Stadt mit Lebensmitteln sicherzustellen, die zu diesem Zeitpunkt knapp waren. Die Belagerung von Edinburgh Castle wurde bis zum Monat Dezember fortgesetzt, jedoch wurde das Schloss, da es von Verstärkung und Nachschub abgeschnitten war und keine Bedrohung mehr darstellte, nicht angegriffen. Stattdessen wurde der Kommandant des Schlosses von General Cromwell mit Höflichkeit behandelt. Nach kurzer Zeit erfolgte eine signifikante Rückkehr vieler der zuvor Geflüchteten in die Stadt, was zu einer Normalisierung des wirtschaftlichen Lebens führte.
Die Niederlage gegen Dunbar hatte erhebliche negative Auswirkungen auf Leslies Ruf und Autorität. Er bot seinen Rücktritt als Oberbefehlshaber der Armee an, doch die schottische Regierung lehnte sein Anliegen ab, insbesondere da es keine realistische Alternative gab. Mehrere seiner Offiziere verweigerten die Annahme von Befehlen von ihm und verließen Leslies Truppen, um sich einer neuen Armee anzuschließen, die von der Western Association aufgestellt wurde. Die bereits bestehenden Spaltungen innerhalb der schottischen Regierung wurden durch die neue Situation noch verstärkt. Die Pragmatiker führten die Säuberungen als Ursache für Leslies Niederlage an und unternahmen den Versuch, die Engager zurückzugewinnen. Die Dogmatiker vertraten die Auffassung, dass Gott sie verlassen habe, da die Säuberungen nicht weit genug gegangen seien. Sie begründeten dies damit, dass zu viel Vertrauen in einen weltlichen Fürsten gesetzt worden sei, der sich nicht ausreichend für die Sache des Covenant engagiert habe. Diese radikaleren Elemente veröffentlichten eine Protestnote (Western Remonstrance), die die Regierung für ihr Versagen bei der ordnungsgemäßen Säuberung der Armee kritisierte und die Spaltung zwischen den Schotten weiter vertiefte. Die Remonstranten, wie diese Gruppe genannt wurde, übernahmen das Kommando über die Armee der Western Association und versuchten, mit Cromwell zu verhandeln, und ihnen die Kontrolle zu überlassen. Cromwells Versuch, eine Allianz mit den Schotten einzugehen, schlug fehl, und ihre Armee wurde am 1. Dezember in der Schlacht von Hieton (in der Nähe des heutigen Hamilton) vollständig vernichtet.

### Schlacht bei Inverkeithing
Im Dezember 1650 kam es zu einer Einigung zwischen Karl II. und der schottischen Regierung auf der einen Seite und den Engagers und jenen Highland-Clans, die zuvor ausgeschlossen worden waren, weil sie sich geweigert hatten, das Covenant zu unterzeichnen auf der anderen Seite. Diese konkurrierenden Fraktionen waren schlecht koordiniert
und wurden erst im späten Frühjahr 1651 vollständig in die schottische Armee integriert. Im Januar 1651 versuchten die Engländer, vergeblich die Schottischen Truppen bei Stirling zu umgehen. Anfang Februar rückte die englische Armee gegen Stirling vor, zog sich jedoch wegen schlechten Wetters zurück, wobei Cromwell erkrankte. Ende Juni rückte die schottische Armee nach Süden vor. Die Engländer marschierten von Edinburgh nach Norden, um sie abzufangen, doch Leslie positionierte seine Armee nördlich von Falkirk hinter dem Carron. Diese Stellung war zu stark, als dass Cromwell sie hätte angreifen können. Leslie vermied jeden Versuch, eine offene Schlacht zu führen, und zog sich schließlich zurück. Cromwell folgte und versuchte, Stirling zu umgehen, was ihm jedoch erneut nicht gelang. Daraufhin marschierte Cromwell nach Glasgow und ließ schottisch kontrolliertes Gebiet plündern während die schottische Armee am 13. Juli nach Südwesten nach Kilsyth zog.
Am 17. Juli überquerten 1.600 Engländer unter Colonel Robert Overton den Firth of Forth an seiner schmalsten Stelle mit 50 eigens dafür gebauten Plattbodenbooten und landeten bei North Queensferry. Die schottische Garnison in Burntisland rückte zur Landestelle der Engländer vor und rief Verstärkung aus Stirling und Dunfermline. Während die Schotten ihre Stellungen ausbauten und auf Verstärkung warteten, setzten die Engländer in den folgenden vier Tagen ihre restlichen Truppen über den Firth und übergaben das Kommando an Lambert. Am 20. Juli rückten 4000 Schotten, unter dem Kommando von Generalmajor James Holborne, gegen die etwa gleich große englische Armee vor.
Nach etwa 90 Minuten begannen sowohl Schotten als auch Engländer mit einem Kavallerieangriff auf die Flanken ihrer Gegner. Zunächst hatten die Schotten die Oberhand, konnten ihren Vorteil jedoch nicht nutzen. Ein Gegenangriff englischer Reserven schlugen die Schotten in die Flucht. In der anschließenden Verfolgung erlitten die Schotten weitere hohe Verluste. Nach der Schlacht marschierte Lambert 10 km nach Osten und eroberte den Tiefwasserhafen von Burntisland. Cromwell ließ den Großteil der englischen Armee dorthin verschiffen und versammelte bis zum 26. Juli zwischen 13.000 und 14.000 Mann. Am 31. Juli marschierte er, ohne die schottische Armee bei Stirling anzugreifen, auf Perth, den Sitz der schottischen Regierung, und belagerte die Stadt. Perth kapitulierte nach zwei Tagen, wodurch die schottische Armee von Verstärkungen, Nachschub und Material abgeschnitten wurde.
Cromwell ließ den Weg nach Süden bewusst offen, in der Hoffnung, dass die Schotten ihre Verteidigungsstellungen aufgeben und im offenen Gelände besiegt werden könnten. Karl II. und Leslie erkannten, dass ein Sieg gegen Cromwell nicht zu erzielen war, und marschierten am 31. Juli in südlicher Richtung, um Unterstützung von Royalisten in England zu suchen. Zu diesem Zeitpunkt verfügte die schottische Armee nur noch über eine Stärke von etwa 12.000 Mann, denen es an Feuerwaffen mangelte. Cromwell und Lambert folgten ihnen und überwachten die schottische Armee, während Generalleutnant George Monck mit 5.000 Mann in Schottland verblieb, um den verbliebenen Widerstand niederzuschlagen.

### Aberdeen und Dundee
Ende August hatte Monck Stirling, Alyth und St. Andrews eingenommen. Dundee und Aberdeen waren die letzten größeren Städte außerhalb englischer Kontrolle. Da Dundee über starke Befestigungen verfügte hatten viele Schotten dort Geld und Wertsachen hinterlegt. Monck stellte seine gesamte Armee am 26. August vor der Stadt auf und forderte deren Kapitulation. Der Gouverneur, überzeugt von der Stärke der Stadtmauern und der örtlichen Miliz, lehnte ab. Verärgert darüber, seine Männer in einer fast entschiedenen Kriegsphase einem Angriff auszusetzen, erlaubte Monck die Plünderung der Stadt nach ihrer Eroberung. Nach einer dreitägigen Bombardierung stürmten die Engländer am 1. September die westlichen und östlichen Tore. Kurz darauf ergab sich Aberdeen kampflos, da der Stadtrat keinen Nutzen in einem aussichtslosen und kostspieligen Widerstand sah. Die englische Armee setzte ihre Feldzüge in den westlichen Highlands bis Anfang 1652 fort und unterwarf die dortigen Clans. Drei bedeutende, isolierte Festungen hielten jedoch noch eine Zeitlang stand. Brodick Castle kapitulierte am 6. April, Bass Rock wenige Tage später. Dunnottar Castle, in dem sich die Insignien Schottlands befanden, war die letzte größere Festung, die am 24. Mai 1652 kapitulierte, nachdem die Insignien aus der Burg geschmuggelt worden waren.

## Schottische Invasion
Die Armee, die Leslie und Karl II. im August 1651 nach England führten, war trotz ihrer Stärke von 12.000 Mann dringend auf Nachschub und Ausrüstung angewiesen. Aufgrund des Mangels an Musketen waren viele Männer mit Bögen ausgerüstet. Die Schotten erreichten am 8. August die Umgebung von Carlisle. Die Stadt verweigerte Karl II. den Zutritt so dass die Schotten weiter nach Süden marschierten. Cromwell schickte zwei 4000 Mann starke Kavallerieabteilungen voraus um die Schotten zu bedrängen, während er ihnen mit seiner Hauptstreitmacht von 10.000 Mann folgte. Am 13. August kam es bei Warrington zum Gefecht, das die Schotten für sich entscheiden konnten. Zweiundzwanzig Tage nach dem Aufbruch aus Stirling erreichte die schottische Armee Worcester. Dort hofften, sie dass sich ihnen Royalisten aus Wales, den Welsh Marches und dem West Country anschließen würden, was aber nur wenige taten.
Karl II. hoffte auf einen großen Aufstand der Royalisten, aber nur sehr wenige Engländer schlossen sich der Armee an, zum Teil weil sie die Aussicht auf eine erneute Monarchie, die an den Covenant gebunden war, wenig erbaulich fanden. Karl II. erhielt nur wenig militärische Unterstützung, und diese wurde von den Parlamentariern schnell unterdrückt. Eine 1.500 Mann starke Truppe von der Isle of Man versammelte sich unter dem Earl of Derby in Lancashire und versuchte, sich der royalistischen Armee anzuschließen, wurde jedoch am 25. August bei Wigan von parlamentarischen Truppen abgefangen und besiegt. Das größte einzelne englische Kontingent, das sich der Armee anschloss, umfasste nur 60 Mann. Der englische Staatsrat rief alle verfügbaren Truppen zusammen. Große Truppenaufstellungen fanden in Northampton, Gloucester, Reading und Barnet statt. In London wurden am 25. August 14.000 Milizionäre, (trained bands) zusammengezogen während Truppen unter Fairfax Yorkshire sicherte. Ende August konnte Cromwell 31.000 Mann gegen die 12.000 Mann der schottischen Armee aufbringen.

### Schlacht von Worcester
Die Engländer waren den Schotten nicht nur zahlenmäßig weit überlegen, sondern auch besser ausgebildet, besser ausgerüstet, und besser versorgt. Worcester war eine natürlich starke Verteidigungsposition und gut befestigt. Am 3. September begann der Angriff, wobei englische Truppen die Royalisten über Brücken über den Teme zurückdrängten um Worcester aus drei verschiedenen Richtungen anzugreifen. Die Royalisten leisteten in den Powick Meadows heftigsten Widerstand, was Cromwell zwang, zusätzliche Truppen zur Unterstützung zu entsenden. Karl II. sah die Gelegenheit, die ungeschützte Ostflanke der parlamentarischen Armee anzugreifen. Er befahl zwei Vorstöße, um die parlamentarischen Truppen östlich der Stadt bei Perry Wood und Red Hill anzugreifen; beide Angriffe scheiterten. Unterstützung der Vorstöße durch Kavallerie blieb aus. Rechtzeitig herbeigeführte englische Verstärkungen, drängten die Royalisten zurück in die Stadt. Die entscheidende Wende erfolgte, als Fort Royal, eine wichtige Verteidigungsstellung der Royalisten, eingenommen wurde und deren Kanonen gegen die Stadt gerichtet wurden. Die Verteidigung brach zusammen und die Royalisten gerieten in Panik. Während Karl II. fliehen konnte, verloren die Royalisten an diesem Tag mehr als 2.000 Soldaten und mehr als 6.000 gerieten in Gefangenschaft. Die Gefangenen wurden entweder zur Arbeit an Entwässerungsprojekten in den Fens geschickt oder nach Nordamerika transportiert, um dort als Zwangsarbeiter eingesetzt zu werden. Nach der Schlacht wurde Worcester von der parlamentarischen Armee geplündert. Etwa 3.000 schottische Kavalleristen flohen nach Norden; auf dem Rückweg nach Schottland wurden sie von den Engländern verfolgt und die meisten von ihnen gefangen genommen oder getötet.

## Nachwirkungen
Die Schlacht von Worcester war die letzte bedeutende Feldschlacht der Kriege der Drei Königreiche. Vor der Schlacht von Worcester sah sich Cromwell aufgrund der Hinrichtung Karls I. mit weit verbreiteter internationaler Ablehnung konfrontiert. Der Sieg stärkte seine Position, da nun klar war, dass das englische Volk nicht nur bereit, sondern auch fähig war, für die Verteidigung der Republik zu kämpfen. Die Abhängigkeit Karls II. von einer schottischen Armee bei seinen Versuchen, die englische Krone zurückzugewinnen, hatte ihn Unterstützung gekostet. Karl II. erkannte, dass er die Engländer für sich gewinnen musste, wenn er den Thron zurückerobern wollte. Bei seiner Ankunft in Frankreich erklärte er, er würde lieber hingerichtet werden, als je wieder nach Schottland zurückzukehren. Die Eroberung Schottlands und Irlands verschaffte dem Commonwealth Respekt unter seinen kontinentalen Nachbarn. Anfang 1652 wurde seine Legitimität von den Franzosen, Spaniern, Niederländern und Dänen anerkannt. Zudem konnte seine Marine die Kontrolle über den Ärmelkanal und die Scilly-Inseln sowie über die englischen Besitzungen in Barbados und Nordamerika durchsetzen. Die Gefahr einer royalistischen Invasion war gebannt.
Die besiegte schottische Regierung wurde aufgelöst, und das Königreich Schottland wurde in das Commonwealth eingegliedert. Es wurde eine Militärregierung eingesetzt, und 10.000 englische Soldaten wurden im ganzen Land stationiert, um die Gefahr lokaler Aufstände zu vereiteln. Verhandlungen zwischen Beauftragten des englischen Parlaments und Abgeordneten der schottischen Grafschaften und Städte begannen, um die Eingliederung der schottischen rechtlichen und politischen Strukturen in den neuen britischen Staat zu regeln. Bis 1653 wurden zwei schottische Vertreter eingeladen, Sitze im englischen Barebone's Parliament einzunehmen.
Nach internen Machtkämpfen zwischen verschiedenen Fraktionen im Parlament und in der Armee regierte Cromwell von Dezember 1653 bis zu seinem Tod im September 1658 als Lord Protector das Commonwealth. Nach dem Tod von Oliver Cromwell wurde sein Sohn Richard Lord Protector, allerdings hatte die Armee wenig Vertrauen in ihn. Im Mai 1659, sieben Monate nach dem Tod von Oliver Cromwell, setzte die Armee Richard ab und setzte das Rump-Parlament wieder ein; die Streitkräfte lösten auch dieses kurz darauf auf. General George Monck, zu diesem Zeitpunkt Oberbefehlshaber der englischen Streitkräfte in Schottland, marschierte mit seiner Armee nach Süden, überquerte am 2. Januar 1660 den Tweed und zog am 3. Februar in London ein, wo er Neuwahlen ausrief. Diese führten zum Konventsparlament, das am 8. Mai 1660 erklärte, dass Karl II. seit der Hinrichtung Karls I. als rechtmäßiger Monarch regiert hatte. Karl II. kehrte aus dem Exil zurück und wurde am 23. April 1661 zum König von England gekrönt, womit die Restauration vollendet war.